# Torneo Apertura 2007 (Chile)
El Campeonato Nacional de Apertura “BancoEstado” de Primera División de Fútbol Profesional, año 2007 fue el primer torneo de la temporada 2007 de la primera división chilena de fútbol. Comenzó el sábado 27 de enero (con el triunfo de Colo-Colo sobre Deportes Melipilla en el Duelo de Campeones) y finalizó el domingo 17 de junio.  Se emitieron en vivo por televisión cuatro partidos cada fecha por CDF Premium y excepcionalmente se transmitió un partido en vivo por el CDF Básico: Coquimbo-Universidad Católica en la última fecha porque se jugó en simultáneo con Colo Colo-Palestino (transmitido por el CDF Premium) para definir al campeón.
El campeonato lo ganó Colo-Colo, equipo que obtuvo su 26º título en el fútbol profesional chileno, escoltado por Universidad Católica, a 1 punto, y Audax Italiano, a 3 puntos de distancia en la tabla de posiciones. Esta se constituyó en la tercera ocasión en que un equipo chileno obtiene tres torneos nacionales de manera consecutiva: Magallanes lo había logrado en las temporadas 1933, 1934 y 1935, y el mismo Colo-Colo, en 1989, 1990 y 1991.

## Modalidad
Se jugó en modalidad "todos contra todos" en una sola rueda, resultando campeón el equipo que reunió la mayor cantidad de puntos en las 21 fechas que conforman el torneo.

## Desarrollo
El campeonato comenzó con irregularidades, debido a que el calendario oficial confeccionado originalmente no había considerado a Deportes Concepción, equipo que fue readmitido en Primera división tras una larga batalla legal en el Tribunal Patrimonial de la ANFP. Un nuevo fixture fue confeccionado, y las fechas debieron readecuarse para jugar una jornada adicional, manteniendo las bases intactas.
Desde el principio, Colo-Colo, adiestrado por Claudio Borghi y de la mano del goleador del campeonato, Humberto Suazo, asomó como el equipo favorito para alzarse con el título, ganando sus primeros ocho partidos de forma consecutiva. Su primer empate llegó ante el colista Lota Schwager, en su propia casa. Los albos llegaron a tener ocho puntos de ventaja en la tabla de posiciones sobre sus más cercanos perseguidores. Sus empates ante Universidad de Chile y Cobreloa, y su única derrota del torneo, sufrida a manos del sorprendente Audax Italiano, en conjunto con una impresionante racha de partidos ganados de manera consecutiva por la Universidad Católica, posibilitaron que el partido entre ambos, jugado en el Estadio Monumental, fuera considerado por muchos como una verdadera "final anticipada", debido a que los equipos llegaban empatados en puntaje.
El partido lo ganó Colo-Colo por 2-1, y no estuvo exento de polémicas, con integrantes de ambos cuerpos técnicos contusos, cobros arbitrales discutidos y agresiones entre jugadores.
A pesar de que Colo-Colo enredó puntos ante Huachipato en Collao, y de que tanto la UC como Audax Italiano, ambos ganaron sus partidos de la última fecha, tomando en cuenta que los Partidos de Colo-Colo contra Palestino en el Estadio Monumental y Universidad Católica contra Coquimbo Unido en la cuarta región, se jugaron a la misma hora en forma simultánea, pero el equipo del cacique logró alzar la copa, gracias a un "sufrido" triunfo, por la cuenta mínima ante Palestino, en la última fecha del torneo, con gol de Humberto Suazo ante un Estadio Monumental repleto.

## Equipos por región
| Región               | N.º | Equipos |
| -------------------- | --- | --- |
| Región Metropolitana | 7   | Audax Italiano, Colo-Colo, Deportes Melipilla, Palestino, Unión Española, Universidad Católica y Universidad de Chile |
| Biobío               | 5   | Deportes Concepción, Huachipato, Lota Schwager, Ñublense y Universidad de Concepción                                  |
| Antofagasta          | 2   | Cobreloa y Deportes Antofagasta                                                                                       |
| Coquimbo             | 2   | Coquimbo Unido y Deportes La Serena                                                                                   |
| Valparaíso           | 2   | Everton y Santiago Wanderers                                                                                          |
| Atacama              | 1   | Cobresal |
| O'Higgins            | 1   | O'Higgins |
| Los Lagos            | 1   | Deportes Puerto Montt                                                                                                 |

|
| Audax Italiano Universidad de Chile Colo-Colo Universidad Católica Unión Española Palestino |

|}

## Datos de los clubes
Fecha de actualización: 10 de mayo de 2007
| Equipo                    | Entrenador            | Estadio                    | Capacidad | Marca    | Patrocinador    |
| ------------------------- | --------------------- | -------------------------- | --------- | -------- | --------------- |
| Audax Italiano            | Raúl Toro             | Municipal de La Florida    | 8.500     | Diadora  | UDLA            |
| Cobreloa                  | Gustavo Huerta        | Municipal de Calama        | 20.180    | Kelme    | Líder Presto    |
| Cobresal                  | José Cantillana       | El Cobre                   | 20.752    | Lotto    | Cristal         |
| Colo-Colo                 | Claudio Borghi        | Monumental                 | 62.500    | Umbro    | Cristal         |
| Coquimbo Unido            | Oscar Malbernat       | Francisco Sánchez Rumoroso | 15.000    | Brooks   | Cristal         |
| Deportes Antofagasta      | Fernando Díaz         | Regional de Antofagasta    | 26.339    | Training | Escondida       |
| Deportes Concepción       | Fernando Cavalleri    | Municipal de Collao        | 35.000    | Lotto    | Cristal         |
| Deportes La Serena        | Víctor Hugo Castañeda | La Portada                 | 18.500    | Training | Deca            |
| Deportes Melipilla        | Luis Musrri           | Roberto Bravo Santibáñez   | 6.500     | Lotto    | Ariztía         |
| Deportes Puerto Montt     | Jorge Luis Siviero    | Chinquihue                 | 13.000    | Training | Salmón Chile    |
| Everton                   | Jorge García          | Sausalito                  | 25.000    | Brooks   | Cristal         |
| Huachipato                | Arturo Salah          | Las Higueras               | 10.000    | Diadora  | Acero CAP       |
| Lota Schwager             | Víctor Merello        | Federico Schwager          | 4.000     | Training | FoodCorp        |
| Ñublense                  | Luis Marcoleta        | Municipal Nelson Oyarzún   | 17.500    | Kelme    | Hogar de Cristo |
| O'Higgins                 | Jorge Garcés          | El Teniente                | 15.000    | Lotto    | PF              |
| Palestino                 | Jorge Aravena         | Municipal de La Cisterna   | 12.000    | Training |                 |
| Santiago Wanderers        | Raúl Aravena          | Regional de Valparaíso     | 18.500    | Training |                 |
| Unión Española            | Héctor Pinto          | Santa Laura                | 25.000    | Diadora  | Cristal         |
| Universidad Católica      | José del Solar        | San Carlos de Apoquindo    | 20.000    | Nike     | Cristal         |
| Universidad de Chile      | Jorge Socías          | Nacional                   | 65.000    | Adidas   | Cristal         |
| Universidad de Concepción | Yuri Fernández        | Municipal de Concepción    | 35.000    | Lotto    | Sparta          |

Nota: Los técnicos debutantes en este torneo están en cursiva.

#### Cambios de entrenadores
Los entrenadores interinos aparecen en cursiva.
| Equipo                | Entrenador                       | Fechas        |
| --------------------- | -------------------------------- | ------------- |
| Coquimbo Unido        | Sergio Cortés / Francisco Varela | 1 - 9         |
| Coquimbo Unido        | Oscar Malbernat                  | 10 - Presente |
| Deportes Concepción   | Jaime Nova                       | 1 - 10        |
| Deportes Concepción   | Sergio Herrera                   | 11 - 12       |
| Deportes Concepción   | Fernando Cavalleri               | 13 - Presente |
| Deportes Puerto Montt | Fernando Cavalleri               | 1 - 12        |
| Deportes Puerto Montt | Juan Carlos Gangas               | 13            |
| Deportes Puerto Montt | Jorge Luis Siviero               | 14 - Presente |
| Everton               | Juvenal Olmos                    | 1 - 16        |
| Everton               | Jorge García                     | 17 - Presente |
| Lota Schwager         | Sergio Nichiporuk                | 1 - 11        |
| Lota Schwager         | Luis González                    | 12            |
| Lota Schwager         | Víctor Merello                   | 13 - Presente |
| Palestino             | Jaime Pizarro                    | 1 - 11        |
| Palestino             | Jaime Escobar                    | 12            |
| Palestino             | Jorge Aravena                    | 13 - Presente |
| Santiago Wanderers    | Hernán Godoy                     | 1 - 15        |
| Santiago Wanderers    | Raúl Aravena                     | 16 - Presente |
| Universidad de Chile  | Salvador Capitano                | 1 - 8         |
| Universidad de Chile  | Jorge Socías                     | 10 - Presente |

## Clasificación
Tabla de posiciones final.
| Pos | Equipo                    | Pts | PJ | G  | E | P  | GF | GC | DIF |
| --- | ------------------------- | --- | -- | -- | - | -- | -- | -- | --- |
| 1   | Colo-Colo                 | 47  | 20 | 14 | 5 | 1  | 47 | 16 | 31  |
| 2   | Universidad Católica      | 46  | 20 | 14 | 4 | 2  | 36 | 14 | 22  |
| 3   | Audax Italiano            | 44  | 20 | 13 | 5 | 2  | 39 | 20 | 19  |
| 4   | Huachipato                | 40  | 20 | 12 | 4 | 4  | 35 | 21 | 14  |
| 5   | Cobreloa                  | 35  | 20 | 10 | 5 | 5  | 44 | 23 | 21  |
| 6   | Cobresal                  | 32  | 20 | 9  | 5 | 6  | 31 | 21 | 10  |
| 7   | Ñublense                  | 32  | 20 | 8  | 8 | 4  | 31 | 31 | 0   |
| 8   | Unión Española            | 28  | 20 | 8  | 4 | 8  | 29 | 25 | 4   |
| 9   | Deportes Melipilla        | 28  | 20 | 8  | 4 | 8  | 35 | 34 | 1   |
| 10  | O'Higgins                 | 27  | 20 | 8  | 3 | 9  | 30 | 38 | -8  |
| 11  | Deportes La Serena        | 26  | 20 | 7  | 5 | 8  | 31 | 30 | 1   |
| 12  | Everton                   | 26  | 20 | 6  | 8 | 6  | 24 | 27 | -3  |
| 13  | Universidad de Chile      | 25  | 20 | 6  | 7 | 7  | 20 | 21 | -1  |
| 14  | Deportes Concepción       | 23  | 20 | 6  | 5 | 9  | 20 | 34 | -14 |
| 15  | Palestino                 | 23  | 20 | 5  | 8 | 7  | 27 | 30 | -3  |
| 16  | Deportes Antofagasta      | 22  | 20 | 5  | 7 | 8  | 24 | 34 | -10 |
| 17  | Universidad de Concepción | 17  | 20 | 4  | 5 | 11 | 25 | 33 | -8  |
| 18  | Deportes Puerto Montt     | 14  | 20 | 4  | 2 | 14 | 19 | 40 | -21 |
| 19  | Coquimbo Unido            | 14  | 20 | 4  | 2 | 14 | 18 | 40 | -22 |
| 20  | Santiago Wanderers        | 13  | 20 | 4  | 4 | 12 | 24 | 33 | -9  |
| 21  | Lota Schwager             | 12  | 20 | 2  | 6 | 12 | 28 | 52 | -24 |

 Pts=Puntos; PJ=Partidos jugados; G=Partidos ganados; E=Partidos empatados; P=Partidos perdidos; GF=Goles a favor; GC=Goles en contra; DIF=Diferencia de gol
|  | Clasificado a la Copa Libertadores 2008 (Campeón de Torneo) |
|  | Clasificado a Liguilla Pre-Copa Sudamericana                |

### Estadísticas
- El equipo con mayor cantidad de partidos ganados: Colo-Colo y Universidad Católica 14 triunfos.
- El equipo con menor cantidad de partidos perdidos: Colo-Colo 1 derrota.
- El equipo con menor cantidad de partidos ganados: Lota Schwager 2 triunfos.
- El equipo con mayor cantidad de partidos perdidos: Deportes Puerto Montt y Coquimbo Unido 14 derrotas.
- El equipo con mayor cantidad de empates: Palestino, Ñublense y Everton 8 empates.
- El equipo con menor cantidad de empates: Deportes Puerto Montt y Coquimbo Unido 2 empates.
- El equipo más goleador del torneo: Colo-Colo 47 goles a favor.
- El equipo más goleado del torneo: Lota Schwager 52 goles en contra.
- El equipo menos goleado del torneo: Universidad Católica 14 goles en contra.
- El equipo menos goleador del torneo: Coquimbo Unido 18 goles a favor.
- Mejor diferencia de gol del torneo: Colo-Colo convirtió 31 goles más de los que recibió.
- Peor diferencia de gol del torneo: Lota Schwager recibió 24 goles más de los que convirtió.
- Mayor goleada del torneo: Cobreloa 7-1 Deportes Antofagasta (fecha 1), Cobresal 6-0 Lota Schwager (fecha 11).

## Resultados
|                                   | Deportes Melipilla    | 1 - 2 | Colo-Colo                 |  | Roberto Bravo Santibáñez   | 27 de enero | 17:00 |  |
|                                   | Cobreloa              | 7 - 1 | Deportes Antofagasta      |  | Municipal de Calama        | 27 de enero | 17:00 |  |
|                                   | Deportes Puerto Montt | 1 - 1 | Ñublense                  |  | Regional de Chinquihue     | 27 de enero | 17:30 |  |
|                                   | Unión Española        | 1 - 0 | Deportes La Serena        |  | Santa Laura                | 27 de enero | 20:00 |  |
|                                   | Coquimbo Unido        | 1 - 3 | Huachipato                |  | Francisco Sánchez Rumoroso | 27 de enero | 21:00 |  |
|                                   | Cobresal              | 1 - 3 | Audax Italiano            |  | El Cobre                   | 28 de enero | 16:30 |  |
|                                   | Universidad Católica  | 1 - 0 | Santiago Wanderers        |  | San Carlos de Apoquindo    | 28 de enero | 17:00 |  |
|                                   | Lota Schwager         | 3 - 3 | Palestino                 |  | Federico Schwager          | 28 de enero | 17:00 |  |
|                                   | Universidad de Chile  | 1 - 0 | Universidad de Concepción |  | Nacional                   | 28 de enero | 19:30 |  |
|                                   | Everton               | 2 - 0 | O'Higgins                 |  | Sausalito                  | 29 de enero | 20:00 |  |
| Equipo libre: Deportes Concepción |                       |       |                           |  |                            |             |       |  |

|                        | Deportes La Serena        | 1 - 2 | Universidad Católica  |  | La Portada               | 2 de febrero | 22:00 |  |
|                        | Audax Italiano            | 3 - 2 | Lota Schwager         |  | Municipal de La Florida  | 3 de febrero | 17:30 |  |
|                        | Palestino                 | 1 - 2 | Deportes Puerto Montt |  | Municipal de La Cisterna | 3 de febrero | 18:00 |  |
|                        | Unión Española            | 1 - 0 | Everton               |  | Santa Laura              | 3 de febrero | 19:00 |  |
|                        | O'Higgins                 | 3 - 2 | Santiago Wanderers    |  | El Teniente              | 3 de febrero | 19:00 |  |
|                        | Universidad de Concepción | 0 - 0 | Coquimbo Unido        |  | Municipal de Concepción  | 3 de febrero | 19:00 |  |
|                        | Colo-Colo                 | 4 - 0 | Deportes Concepción   |  | Monumental               | 3 de febrero | 20:00 |  |
|                        | Huachipato                | 1 - 0 | Cobresal              |  | Las Higueras             | 4 de febrero | 18:00 |  |
|                        | Ñublense                  | 1 - 1 | Deportes Melipilla    |  | Municipal Nelson Oyarzún | 4 de febrero | 18:30 |  |
|                        | Deportes Antofagasta      | 1 - 1 | Universidad de Chile  |  | Regional de Antofagasta  | 2 de mayo    | 16:00 |  |
| Equipo libre: Cobreloa |                           |       |                       |  |                          |              |       |  |

|                                     | Deportes Concepción  | 1 - 1 | Deportes La Serena        |  | Municipal de Collao        | 10 de febrero | 20:30 |  |
|                                     | Deportes Melipilla   | 2 - 1 | Unión Española            |  | Roberto Bravo Santibáñez   | 10 de febrero | 21:00 |  |
|                                     | Santiago Wanderers   | 0 - 0 | Deportes Antofagasta      |  | Sausalito                  | 10 de febrero | 21:00 |  |
|                                     | Coquimbo Unido       | 0 - 3 | Colo-Colo                 |  | Francisco Sánchez Rumoroso | 10 de febrero | 21:00 |  |
|                                     | Cobreloa             | 3 - 1 | Huachipato                |  | Municipal de Calama        | 11 de febrero | 16:00 |  |
|                                     | Cobresal             | 2 - 0 | O'Higgins                 |  | El Cobre                   | 11 de febrero | 16:30 |  |
|                                     | Lota Schwager        | 1 - 1 | Ñublense                  |  | Federico Schwager          | 11 de febrero | 17:00 |  |
|                                     | Universidad Católica | 2 - 0 | Palestino                 |  | San Carlos de Apoquindo    | 11 de febrero | 18:00 |  |
|                                     | Everton              | 2 - 1 | Universidad de Concepción |  | Sausalito                  | 11 de febrero | 21:00 |  |
|                                     | Universidad de Chile | 2 - 2 | Audax Italiano            |  | Nacional                   | 16 de mayo    | 19:30 |  |
| Equipo libre: Deportes Puerto Montt |                      |       |                           |  |                            |               |       |  |

|                                         | Deportes Puerto Montt | 2 - 0 | Universidad de Chile |  | Regional de Chinquihue  | 17 de febrero | 16:30 |  |
|                                         | Colo-Colo             | 4 - 2 | Cobresal             |  | Monumental              | 17 de febrero | 19:00 |  |
|                                         | O'Higgins             | 3 - 0 | Unión Española       |  | El Teniente             | 17 de febrero | 19:00 |  |
|                                         | Deportes La Serena    | 2 - 4 | Cobreloa             |  | La Portada              | 17 de febrero | 21:00 |  |
|                                         | Palestino             | 3 - 2 | Coquimbo Unido       |  | Santa Laura             | 18 de febrero | 16:30 |  |
|                                         | Deportes Antofagasta  | 2 - 1 | Deportes Melipilla   |  | Regional de Antofagasta | 18 de febrero | 18:00 |  |
|                                         | Huachipato            | 1 - 1 | Ñublense             |  | Las Higueras            | 18 de febrero | 18:00 |  |
|                                         | Audax Italiano        | 4 - 2 | Everton              |  | Municipal de La Florida | 18 de febrero | 19:00 |  |
|                                         | Universidad Católica  | 2 - 0 | Lota Schwager        |  | San Carlos de Apoquindo | 18 de febrero | 19:00 |  |
|                                         | Deportes Concepción   | 1 - 0 | Santiago Wanderers   |  | Municipal de Collao     | 18 de febrero | 20:00 |  |
| Equipo libre: Universidad de Concepción |                       |       |                      |  |                         |               |       |  |

|                             | Cobreloa                  | 5 - 0 | O'Higgins             |  | Municipal de Calama        | 24 de febrero | 16:00 |  |
|                             | Universidad de Chile      | 0 - 0 | Deportes La Serena    |  | Municipal de La Florida    | 24 de febrero | 16:30 |  |
|                             | Huachipato                | 3 - 0 | Deportes Concepción   |  | Las Higueras               | 24 de febrero | 18:00 |  |
|                             | Deportes Melipilla        | 2 - 0 | Cobresal              |  | Roberto Bravo Santibáñez   | 24 de febrero | 18:30 |  |
|                             | Unión Española            | 2 - 2 | Audax Italiano        |  | Santa Laura                | 24 de febrero | 19:00 |  |
|                             | Coquimbo Unido            | 2 - 1 | Deportes Antofagasta  |  | Francisco Sánchez Rumoroso | 24 de febrero | 21:00 |  |
|                             | Everton                   | 1 - 0 | Universidad Católica  |  | Sausalito                  | 25 de febrero | 12:00 |  |
|                             | Santiago Wanderers        | 1 - 1 | Deportes Puerto Montt |  | Sausalito                  | 25 de febrero | 17:00 |  |
|                             | Ñublense                  | 1 - 0 | Palestino             |  | Municipal Nelson Oyarzún   | 25 de febrero | 18:00 |  |
|                             | Universidad de Concepción | 0 - 2 | Colo-Colo             |  | Municipal de Concepción    | 14 de marzo   | 19:30 |  |
| Equipo libre: Lota Schwager |                           |       |                       |  |                            |               |       |  |

|                              | Lota Schwager         | 1 - 4 | Deportes Melipilla        |  | Federico Schwager        | 27 de febrero | 17:00 |  |
|                              | Cobresal              | 1 - 0 | Cobreloa                  |  | El Cobre                 | 27 de febrero | 20:00 |  |
|                              | Palestino             | 1 - 1 | Huachipato                |  | Santa Laura              | 28 de febrero | 17:30 |  |
|                              | Ñublense              | 3 - 3 | Universidad Católica      |  | Municipal Nelson Oyarzún | 28 de febrero | 18:00 |  |
|                              | Deportes Puerto Montt | 1 - 3 | Universidad de Concepción |  | Rubén Marcos Peralta     | 28 de febrero | 20:00 |  |
|                              | Colo-Colo             | 2 - 1 | Unión Española            |  | Monumental               | 28 de febrero | 20:15 |  |
|                              | Santiago Wanderers    | 3 - 1 | Coquimbo Unido            |  | Sausalito                | 28 de febrero | 21:00 |  |
|                              | Deportes La Serena    | 2 - 1 | O'Higgins                 |  | La Portada               | 28 de febrero | 21:00 |  |
|                              | Deportes Antofagasta  | 1 - 1 | Everton                   |  | Regional de Antofagasta  | 28 de febrero | 21:15 |  |
|                              | Deportes Concepción   | 1 - 0 | Universidad de Chile      |  | Municipal de Collao      | 1 de marzo    | 20:30 |  |
| Equipo libre: Audax Italiano |                       |       |                           |  |                          |               |       |  |

|                                  | Unión Española            | 1 - 0 | Cobresal              |  | Santa Laura                | 3 de marzo | 19:00 |  |
|                                  | O'Higgins                 | 3 - 3 | Lota Schwager         |  | El Teniente                | 3 de marzo | 19:00 |  |
|                                  | Colo-Colo                 | 3 - 0 | Deportes Antofagasta  |  | Monumental                 | 3 de marzo | 19:30 |  |
|                                  | Everton                   | 1 - 2 | Ñublense              |  | Sausalito                  | 4 de marzo | 12:00 |  |
|                                  | Cobreloa                  | 2 - 0 | Deportes Puerto Montt |  | Municipal de Calama        | 4 de marzo | 15:30 |  |
|                                  | Deportes Melipilla        | 1 - 1 | Deportes Concepción   |  | Roberto Bravo Santibáñez   | 4 de marzo | 16:30 |  |
|                                  | Huachipato                | 1 - 0 | Santiago Wanderers    |  | Las Higueras               | 4 de marzo | 17:00 |  |
|                                  | Universidad de Concepción | 0 - 0 | Palestino             |  | Municipal de Concepción    | 4 de marzo | 18:00 |  |
|                                  | Universidad Católica      | 0 - 0 | Universidad de Chile  |  | Nacional                   | 4 de marzo | 18:30 |  |
|                                  | Coquimbo Unido            | 1 - 1 | Audax Italiano        |  | Francisco Sánchez Rumoroso | 4 de marzo | 20:30 |  |
| Equipo libre: Deportes La Serena |                           |       |                       |  |                            |            |       |  |

|                         | Universidad de Chile  | 0 - 1 | Cobreloa                  |  | Nacional                 | 9 de marzo  | 18:30 |  |
|                         | Audax Italiano        | 1 - 0 | Huachipato                |  | Municipal de La Florida  | 9 de marzo  | 21:00 |  |
|                         | Deportes La Serena    | 1 - 1 | Everton                   |  | La Portada               | 10 de marzo | 21:00 |  |
|                         | Deportes Antofagasta  | 1 - 1 | O'Higgins                 |  | Regional de Antofagasta  | 11 de marzo | 16:00 |  |
|                         | Santiago Wanderers    | 3 - 2 | Deportes Melipilla        |  | Regional Chiledeportes   | 11 de marzo | 16:00 |  |
|                         | Lota Schwager         | 2 - 4 | Universidad de Concepción |  | Federico Schwager        | 11 de marzo | 16:00 |  |
|                         | Ñublense              | 0 - 2 | Colo-Colo                 |  | Municipal Nelson Oyarzún | 11 de marzo | 16:00 |  |
|                         | Cobresal              | 3 - 0 | Coquimbo Unido            |  | El Cobre                 | 11 de marzo | 16:30 |  |
|                         | Deportes Concepción   | 0 - 1 | Universidad Católica      |  | Municipal de Collao      | 11 de marzo | 19:30 |  |
|                         | Deportes Puerto Montt | 2 - 5 | Unión Española            |  | Regional de Chinquihue   | 26 de marzo | 15:30 |  |
| Equipo libre: Palestino |                       |       |                           |  |                          |             |       |  |

|                                    | Palestino                 | 1 - 1 | Deportes Melipilla    |  | Santa Laura                | 17 de marzo | 16:30 |  |
|                                    | Colo-Colo                 | 2 - 2 | Lota Schwager         |  | Monumental                 | 17 de marzo | 18:30 |  |
|                                    | Unión Española            | 2 - 2 | Ñublense              |  | Santa Laura                | 17 de marzo | 19:15 |  |
|                                    | Everton                   | 1 - 1 | Santiago Wanderers    |  | Sausalito                  | 18 de marzo | 12:00 |  |
|                                    | Huachipato                | 3 - 1 | Deportes Puerto Montt |  | Las Higueras               | 18 de marzo | 16:00 |  |
|                                    | Coquimbo Unido            | 0 - 1 | Deportes La Serena    |  | Francisco Sánchez Rumoroso | 18 de marzo | 16:30 |  |
|                                    | Universidad de Concepción | 3 - 1 | Cobresal              |  | Municipal de Concepción    | 18 de marzo | 17:00 |  |
|                                    | Cobreloa                  | 3 - 0 | Deportes Concepción   |  | Municipal de Calama        | 18 de marzo | 18:30 |  |
|                                    | Audax Italiano            | 0 - 0 | Deportes Antofagasta  |  | Municipal de La Florida    | 18 de marzo | 19:00 |  |
|                                    | O'Higgins                 | 1 - 0 | Universidad de Chile  |  | El Teniente                | 27 de mayo  | 19:00 |  |
| Equipo libre: Universidad Católica |                           |       |                       |  |                            |             |       |  |

|                                  | Universidad de Chile  | 1 - 0 | Huachipato                |  | Nacional                 | 30 de marzo | 19:00 |  |
|                                  | Deportes Puerto Montt | 1 - 3 | Everton                   |  | Regional de Chinquihue   | 31 de marzo | 15:30 |  |
|                                  | Cobresal              | 1 - 1 | Universidad Católica      |  | El Cobre                 | 31 de marzo | 16:00 |  |
|                                  | Palestino             | 0 - 2 | Audax Italiano            |  | Monumental               | 31 de marzo | 16:30 |  |
|                                  | Deportes Concepción   | 1 - 2 | O'Higgins                 |  | Municipal de Collao      | 31 de marzo | 19:30 |  |
|                                  | Santiago Wanderers    | 1 - 1 | Cobreloa                  |  | Regional Chiledeportes   | 1 de abril  | 16:00 |  |
|                                  | Lota Schwager         | 1 - 3 | Coquimbo Unido            |  | Federico Schwager        | 1 de abril  | 16:00 |  |
|                                  | Deportes Antofagasta  | 0 - 1 | Unión Española            |  | Regional de Antofagasta  | 1 de abril  | 16:00 |  |
|                                  | Ñublense              | 2 - 0 | Universidad de Concepción |  | Municipal Nelson Oyarzún | 1 de abril  | 16:00 |  |
|                                  | Deportes La Serena    | 1 - 1 | Colo-Colo                 |  | La Portada               | 11 de abril | 20:00 |  |
| Equipo libre: Deportes Melipilla |                       |       |                           |  |                          |             |       |  |

|                         | Huachipato                | 2 - 1 | Deportes La Serena    |  | Las Higueras               | 3 de abril | 16:00 |  |
|                         | O'Higgins                 | 4 - 1 | Palestino             |  | El Teniente                | 3 de abril | 19:30 |  |
|                         | Cobreloa                  | 1 - 2 | Ñublense              |  | Municipal de Calama        | 4 de abril | 16:00 |  |
|                         | Universidad de Concepción | 3 - 1 | Santiago Wanderers    |  | Municipal de Concepción    | 4 de abril | 18:00 |  |
|                         | Audax Italiano            | 2 - 0 | Deportes Concepción   |  | Municipal de La Florida    | 4 de abril | 19:30 |  |
|                         | Everton                   | 0 - 0 | Cobresal              |  | Sausalito                  | 4 de abril | 20:00 |  |
|                         | Unión Española            | 4 - 0 | Lota Schwager         |  | Santa Laura                | 4 de abril | 20:00 |  |
|                         | Universidad Católica      | 0 - 0 | Deportes Antofagasta  |  | San Carlos de Apoquindo    | 4 de abril | 20:15 |  |
|                         | Universidad de Chile      | 3 - 0 | Deportes Melipilla    |  | Nacional                   | 5 de abril | 19:00 |  |
|                         | Coquimbo Unido            | 2 - 0 | Deportes Puerto Montt |  | Francisco Sánchez Rumoroso | 5 de abril | 21:00 |  |
| Equipo libre: Colo-Colo |                           |       |                       |  |                            |            |       |  |

|                        | Universidad Católica      | 2 - 0 | Huachipato            |  | San Carlos de Apoquindo    | 7 de abril | 16:00 |  |
|                        | Palestino                 | 3 - 2 | Deportes La Serena    |  | Municipal de La Cisterna   | 7 de abril | 16:30 |  |
|                        | Deportes Antofagasta      | 3 - 1 | Deportes Concepción   |  | Regional de Antofagasta    | 7 de abril | 21:15 |  |
|                        | Santiago Wanderers        | 0 - 2 | Universidad de Chile  |  | Regional Chiledeportes     | 8 de abril | 12:00 |  |
|                        | Ñublense                  | 3 - 2 | Audax Italiano        |  | Municipal Nelson Oyarzún   | 8 de abril | 16:00 |  |
|                        | Deportes Melipilla        | 2 - 1 | Cobreloa              |  | Roberto Bravo Santibáñez   | 8 de abril | 16:00 |  |
|                        | Lota Schwager             | 2 - 0 | Everton               |  | Federico Schwager          | 8 de abril | 16:00 |  |
|                        | Colo-Colo                 | 3 - 0 | Deportes Puerto Montt |  | Monumental                 | 8 de abril | 16:30 |  |
|                        | Universidad de Concepción | 0 - 2 | Unión Española        |  | Municipal de Concepción    | 8 de abril | 17:00 |  |
|                        | Coquimbo Unido            | 1 - 2 | O'Higgins             |  | Francisco Sánchez Rumoroso | 8 de abril | 19:00 |  |
| Equipo libre: Cobresal |                           |       |                       |  |                            |            |       |  |

|                                  | Deportes Puerto Montt | 0 - 1 | Lota Schwager             |  | Regional de Chinquihue  | 14 de abril | 15:30 |  |
|                                  | Unión Española        | 1 - 1 | Palestino                 |  | Santa Laura             | 14 de abril | 18:30 |  |
|                                  | O'Higgins             | 4 - 2 | Universidad de Concepción |  | El Teniente             | 14 de abril | 19:00 |  |
|                                  | Deportes Concepción   | 1 - 1 | Cobresal                  |  | Municipal de Collao     | 14 de abril | 19:30 |  |
|                                  | Everton               | 0 - 3 | Colo-Colo                 |  | Sausalito               | 15 de abril | 12:00 |  |
|                                  | Huachipato            | 3 - 1 | Deportes Antofagasta      |  | Las Higueras            | 15 de abril | 15:30 |  |
|                                  | Cobreloa              | 5 - 1 | Coquimbo Unido            |  | Municipal de Calama     | 15 de abril | 16:00 |  |
|                                  | Universidad de Chile  | 1 - 1 | Ñublense                  |  | Nacional                | 15 de abril | 16:00 |  |
|                                  | Deportes La Serena    | 2 - 1 | Deportes Melipilla        |  | La Portada              | 15 de abril | 16:30 |  |
|                                  | Audax Italiano        | 1 - 3 | Universidad Católica      |  | Municipal de La Florida | 15 de abril | 18:30 |  |
| Equipo libre: Santiago Wanderers |                       |       |                           |  |                         |             |       |  |

|                        | Lota Schwager        | 1 - 2 | Huachipato                |  | Federico Schwager          | 21 de abril | 15:30 |  |
|                        | Colo-Colo            | 6 - 2 | O'Higgins                 |  | Monumental                 | 21 de abril | 18:00 |  |
|                        | Santiago Wanderers   | 1 - 2 | Audax Italiano            |  | Regional Chiledeportes     | 21 de abril | 20:00 |  |
|                        | Coquimbo Unido       | 0 - 1 | Everton                   |  | Francisco Sánchez Rumoroso | 21 de abril | 20:00 |  |
|                        | Deportes Concepción  | 3 - 2 | Unión Española            |  | Municipal de Collao        | 22 de abril | 16:00 |  |
|                        | Palestino            | 1 - 1 | Universidad de Chile      |  | Nacional                   | 22 de abril | 16:00 |  |
|                        | Deportes Antofagasta | 4 - 1 | Deportes La Serena        |  | Regional de Antofagasta    | 22 de abril | 16:00 |  |
|                        | Deportes Melipilla   | 3 - 2 | Universidad de Concepción |  | Roberto Bravo Santibáñez   | 22 de abril | 16:00 |  |
|                        | Cobresal             | 1 - 0 | Deportes Puerto Montt     |  | El Cobre                   | 22 de abril | 16:30 |  |
|                        | Universidad Católica | 2 - 1 | Cobreloa                  |  | San Carlos de Apoquindo    | 22 de abril | 18:30 |  |
| Equipo libre: Ñublense |                      |       |                           |  |                            |             |       |  |

|                          | Palestino                 | 4 - 1 | Deportes Antofagasta |  | Municipal de La Cisterna | 28 de abril | 16:00 |  |
|                          | Unión Española            | 1 - 2 | Coquimbo Unido       |  | Santa Laura              | 28 de abril | 16:00 |  |
|                          | Cobresal                  | 6 - 0 | Lota Schwager        |  | El Cobre                 | 28 de abril | 16:30 |  |
|                          | Universidad de Concepción | 2 - 4 | Universidad Católica |  | Municipal de Concepción  | 28 de abril | 16:30 |  |
|                          | O'Higgins                 | 0 - 1 | Ñublense             |  | El Teniente              | 28 de abril | 19:00 |  |
|                          | Everton                   | 2 - 2 | Deportes Melipilla   |  | Sausalito                | 28 de abril | 19:00 |  |
|                          | Deportes Puerto Montt     | 3 - 1 | Deportes Concepción  |  | Regional de Chinquihue   | 29 de abril | 12:00 |  |
|                          | Deportes La Serena        | 2 - 1 | Santiago Wanderers   |  | La Portada               | 29 de abril | 12:00 |  |
|                          | Universidad de Chile      | 0 - 0 | Colo-Colo            |  | Nacional                 | 29 de abril | 16:00 |  |
|                          | Audax Italiano            | 2 - 0 | Cobreloa             |  | Municipal de La Florida  | 29 de abril | 18:30 |  |
| Equipo libre: Huachipato |                           |       |                      |  |                          |             |       |  |

|                                    | Cobreloa             | 2 - 2 | Colo-Colo                 |  | Municipal de Calama      | 5 de mayo | 16:00 |  |
|                                    | Deportes Concepción  | 3 - 2 | Lota Schwager             |  | Municipal de Collao      | 5 de mayo | 18:30 |  |
|                                    | Ñublense             | 1 - 1 | Cobresal                  |  | Municipal Nelson Oyarzún | 6 de mayo | 15:30 |  |
|                                    | Huachipato           | 3 - 0 | Everton                   |  | Las Higueras             | 6 de mayo | 15:30 |  |
|                                    | Santiago Wanderers   | 1 - 2 | Palestino                 |  | Regional Chiledeportes   | 6 de mayo | 16:00 |  |
|                                    | Deportes Melipilla   | 2 - 0 | O'Higgins                 |  | Roberto Bravo Santibáñez | 6 de mayo | 16:00 |  |
|                                    | Deportes La Serena   | 3 - 0 | Deportes Puerto Montt     |  | La Portada               | 6 de mayo | 16:00 |  |
|                                    | Universidad Católica | 1 - 0 | Unión Española            |  | San Carlos de Apoquindo  | 6 de mayo | 18:30 |  |
|                                    | Audax Italiano       | 0 - 0 | Universidad de Concepción |  | Municipal de La Florida  | 6 de mayo | 18:30 |  |
|                                    | Universidad de Chile | 2 - 0 | Coquimbo Unido            |  | Nacional                 | 7 de mayo | 19:00 |  |
| Equipo libre: Deportes Antofagasta |                      |       |                           |  |                          |           |       |  |

|                              | Palestino                 | 2 - 0 | Deportes Concepción  |  | Municipal de La Cisterna   | 12 de mayo | 16:00 |  |
|                              | Universidad de Concepción | 2 - 3 | Huachipato           |  | Municipal de Concepción    | 12 de mayo | 16:00 |  |
|                              | Colo-Colo                 | 3 - 1 | Santiago Wanderers   |  | Monumental                 | 12 de mayo | 18:30 |  |
|                              | O'Higgins                 | 1 - 2 | Audax Italiano       |  | El Teniente                | 12 de mayo | 19:00 |  |
|                              | Coquimbo Unido            | 0 - 4 | Deportes Melipilla   |  | Francisco Sánchez Rumoroso | 12 de mayo | 20:00 |  |
|                              | Everton                   | 1 - 1 | Cobreloa             |  | Sausalito                  | 13 de mayo | 12:00 |  |
|                              | Deportes Puerto Montt     | 0 - 1 | Universidad Católica |  | Regional de Chinquihue     | 13 de mayo | 12:00 |  |
|                              | Deportes Antofagasta      | 3 - 1 | Ñublense             |  | Regional de Antofagasta    | 13 de mayo | 16:00 |  |
|                              | Cobresal                  | 2 - 1 | Deportes La Serena   |  | El Cobre                   | 13 de mayo | 16:30 |  |
|                              | Lota Schwager             | 1 - 2 | Universidad de Chile |  | Municipal de Concepción    | 13 de mayo | 17:00 |  |
| Equipo libre: Unión Española |                           |       |                      |  |                            |            |       |  |

|                                    | Universidad Católica | 4 - 1 | O'Higgins                 |  | San Carlos de Apoquindo  | 19 de mayo | 18:30 |  |
|                                    | Santiago Wanderers   | 5 - 2 | Lota Schwager             |  | Regional Chiledeportes   | 19 de mayo | 19:00 |  |
|                                    | Deportes La Serena   | 1 - 0 | Universidad de Concepción |  | La Portada               | 19 de mayo | 21:00 |  |
|                                    | Deportes Antofagasta | 0 - 1 | Cobresal                  |  | Regional de Antofagasta  | 19 de mayo | 21:00 |  |
|                                    | Deportes Concepción  | 1 - 1 | Everton                   |  | Municipal de Collao      | 20 de mayo | 15:30 |  |
|                                    | Huachipato           | 2 - 1 | Unión Española            |  | Las Higueras             | 20 de mayo | 15:30 |  |
|                                    | Ñublense             | 2 - 1 | Coquimbo Unido            |  | Municipal Nelson Oyarzún | 20 de mayo | 15:30 |  |
|                                    | Cobreloa             | 3 - 2 | Palestino                 |  | Municipal de Calama      | 20 de mayo | 16:00 |  |
|                                    | Deportes Melipilla   | 2 - 1 | Deportes Puerto Montt     |  | Roberto Bravo Santibáñez | 20 de mayo | 16:00 |  |
|                                    | Audax Italiano       | 1 - 0 | Colo-Colo                 |  | Nacional                 | 20 de mayo | 18:00 |  |
| Equipo libre: Universidad de Chile |                      |       |                           |  |                          |            |       |  |

|                              | Deportes Puerto Montt     | 3 - 1 | Deportes Antofagasta |  | Regional de Chinquihue   | 26 de mayo | 15:30 |  |
|                              | Unión Española            | 2 - 1 | Universidad de Chile |  | Nacional                 | 26 de mayo | 18:00 |  |
|                              | O'Higgins                 | 0 - 0 | Huachipato           |  | El Teniente              | 26 de mayo | 19:00 |  |
|                              | Everton                   | 1 - 1 | Palestino            |  | Sausalito                | 27 de mayo | 12:00 |  |
|                              | Cobresal                  | 3 - 1 | Santiago Wanderers   |  | El Cobre                 | 27 de mayo | 12:00 |  |
|                              | Ñublense                  | 2 - 3 | Deportes Concepción  |  | Municipal Nelson Oyarzún | 27 de mayo | 12:00 |  |
|                              | Universidad de Concepción | 1 - 1 | Cobreloa             |  | Municipal de Concepción  | 27 de mayo | 12:00 |  |
|                              | Deportes Melipilla        | 1 - 3 | Audax Italiano       |  | Roberto Bravo Santibáñez | 27 de mayo | 13:00 |  |
|                              | Lota Schwager             | 2 - 2 | Deportes La Serena   |  | Federico Schwager        | 27 de mayo | 15:30 |  |
|                              | Colo-Colo                 | 2 - 1 | Universidad Católica |  | Monumental               | 27 de mayo | 15:30 |  |
| Equipo libre: Coquimbo Unido |                           |       |                      |  |                          |            |       |  |

|                         | Universidad de Chile  | 2 - 4 | Everton                   |  | Regional Chiledeportes   | 9 de junio  | 13:00 |  |
|                         | Deportes Puerto Montt | 0 - 4 | Audax Italiano            |  | Regional de Chinquihue   | 9 de junio  | 15:30 |  |
|                         | Palestino             | 1 - 1 | Cobresal                  |  | Municipal de La Cisterna | 9 de junio  | 15:30 |  |
|                         | Deportes Concepción   | 2 - 1 | Coquimbo Unido            |  | Municipal de Collao      | 9 de junio  | 18:00 |  |
|                         | Universidad Católica  | 4 - 1 | Deportes Melipilla        |  | San Carlos de Apoquindo  | 9 de junio  | 18:00 |  |
|                         | Deportes La Serena    | 6 - 2 | Ñublense                  |  | La Portada               | 9 de junio  | 20:00 |  |
|                         | Santiago Wanderers    | 1 - 0 | Unión Española            |  | Regional Chiledeportes   | 10 de junio | 16:00 |  |
|                         | Cobreloa              | 2 - 1 | Lota Schwager             |  | Municipal de Calama      | 10 de junio | 16:00 |  |
|                         | Deportes Antofagasta  | 3 - 2 | Universidad de Concepción |  | Regional de Antofagasta  | 10 de junio | 16:00 |  |
|                         | Huachipato            | 2 - 2 | Colo-Colo                 |  | Municipal de Concepción  | 10 de junio | 16:00 |  |
| Equipo libre: O'Higgins |                       |       |                           |  |                          |             |       |  |

|                       | Cobresal                  | 4 - 1 | Universidad de Chile  |  | El Cobre                   | 16 de junio | 12:00 |  |
|                       | Audax Italiano            | 2 - 1 | Deportes La Serena    |  | Municipal de La Florida    | 16 de junio | 15:30 |  |
|                       | Coquimbo Unido            | 0 - 2 | Universidad Católica  |  | Francisco Sánchez Rumoroso | 16 de junio | 15:30 |  |
|                       | Colo-Colo (C)             | 1 - 0 | Palestino             |  | Monumental                 | 16 de junio | 15:30 |  |
|                       | O'Higgins                 | 2 - 1 | Deportes Puerto Montt |  | El Teniente                | 16 de junio | 18:00 |  |
|                       | Deportes Melipilla        | 2 - 4 | Huachipato            |  | Roberto Bravo Santibáñez   | 17 de junio | 15:30 |  |
|                       | Unión Española            | 1 - 1 | Cobreloa              |  | Santa Laura                | 17 de junio | 15:30 |  |
|                       | Lota Schwager             | 1 - 1 | Deportes Antofagasta  |  | Federico Schwager          | 17 de junio | 15:30 |  |
|                       | Ñublense                  | 2 - 1 | Santiago Wanderers    |  | Municipal Nelson Oyarzún   | 17 de junio | 15:30 |  |
|                       | Universidad de Concepción | 0 - 0 | Deportes Concepción   |  | Municipal de Concepción    | 17 de junio | 15:30 |  |
| Equipo libre: Everton |                           |       |                       |  |                            |             |       |  |

## Campeón
| Archivo:Escudo del Club Social y Deportivo Colo Colo.png |
| Tricampeón Colo-Colo 26.º título                         |
|                                                          |

## Liguilla Pre-Sudamericana2007
Se jugaron dos partidos únicos, entre los equipos finalizados en los primeros cuatro lugares del torneo. Los ganadores de los encuentros pasaron directamente a la Copa Sudamericana 2007 como representantes de Chile. 
Los horarios representan a la Hora de Santiago (UTC -4)
|  | Universidad Católica | 0 - 3 | Audax Italiano |  | San Carlos de Apoquindo | Enrique Osses  | 18 de julio | 20:00 |  |
|  | Colo-Colo            | 2 - 1 | Huachipato     |  | Sausalito               | Carlos Chandía | 19 de julio | 16:00 |  |

## Estadísticas

### Goleadores
Goleadores del torneo.
| Jugador              | Jugador             | Goles | Equipo               |
| -------------------- | ------------------- | ----- | -------------------- |
| Bandera de Chile     | Humberto Suazo      | 18    | Colo-Colo            |
| Bandera de Argentina | José Luis Díaz      | 16    | Cobreloa             |
| Bandera de Argentina | Lucas Barrios       | 14    | Cobreloa             |
| Bandera de Chile     | Luis Núñez          | 11    | Universidad Católica |
| Bandera de Chile     | César Diaz          | 11    | Cobresal             |
| Bandera de Argentina | Gustavo Canales     | 11    | Deportes La Serena   |
| Bandera de Chile     | Julio Gutiérrez     | 10    | Unión Española       |
| Bandera de Argentina | Esteban Fuertes     | 10    | Universidad Católica |
| Bandera de Uruguay   | Leonardo Medina     | 9     | Audax Italiano       |
| Bandera de Argentina | Sebastián Cobelli   | 8     | Deportes Antofagasta |
| Bandera de Venezuela | Giancarlo Maldonado | 8     | O'Higgins            |
| Bandera de Chile     | Héctor Tapia        | 8     | Palestino            |
| Bandera de Chile     | Roberto Gutiérrez   | 8     | Universidad Católica |
| Bandera de Chile     | Carlos Villanueva   | 7     | Audax Italiano       |
| Bandera de Colombia  | Giovanni Hernández  | 7     | Colo-Colo            |
| Bandera de Chile     | Felipe Flores       | 7     | Coquimbo Unido       |
| Bandera de Uruguay   | Román Cuello        | 7     | Deportes Melipilla   |
| Bandera de Argentina | Matías Urbano       | 7     | Everton              |
| Bandera de Chile     | Jaime González      | 7     | Huachipato           |
| Bandera de Chile     | Luis Flores Abarca  | 7     | Ñublense             |

### Tripletas, pókers o manos
Aquí se encuentra la lista de tripletas o hat-tricks, póker de goles y manos (en general, tres o más goles anotados por un jugador en un mismo encuentro) convertidos durante el torneo:
| # | Fecha      | Jugador         | Goles | Local                     | Resultado | Visitante            | Jornada |
| - | ---------- | --------------- | ----- | ------------------------- | --------- | -------------------- | ------- |
| 1 | 27/01/2007 | Esteban Paredes |       | Cobreloa                  | 7 - 1     | Deportes Antofagasta | 1       |
| 2 | 27/01/2007 | Lucas Barrios   |       | Cobreloa                  | 7 - 1     | Deportes Antofagasta | 1       |
| 3 | 17/02/2007 | José Luis Díaz  |       | Deportes La Serena        | 2 - 4     | Cobreloa             | 4       |
| 4 | 31/03/2007 | Matías Urbano   |       | Deportes Puerto Montt     | 1 - 3     | Everton              | 10      |
| 5 | 15/04/2007 | José Luis Díaz  |       | Cobreloa                  | 5 - 1     | Coquimbo Unido       | 13      |
| 6 | 28/04/2007 | Héctor Tapia    |       | Palestino                 | 4 - 1     | Deportes Antofagasta | 15      |
| 7 | 12/05/2007 | Renzo Yáñez     |       | Universidad de Concepción | 2 - 3     | Huachipato           | 17      |
| 8 | 09/06/2007 | Gustavo Canales |       | Deportes La Serena        | 6 - 2     | Ñublense             | 20      |

### Autogoles
| Autogoles          | Autogoles                 | Autogoles          | Autogoles | Autogoles |
| Jugador            | Equipo                    | Favorecido         | Goles     | Fecha     |
| ------------------ | ------------------------- | ------------------ | --------- | --------- |
| Juan González      | Audax Italiano            | Cobresal           | 1         | 1         |
| John Valladares    | Deportes Melipilla        | Unión Española     | 1         | 3         |
| Alejandro Acosta   | Unión Española            | Deportes Melipilla | 1         | 3         |
| Eladio Herrera     | Coquimbo Unido            | Colo-Colo          | 1         | 3         |
| Osvaldo González   | Universidad de Concepción | Everton            | 1         | 3         |
| Rodrigo Rain       | Everton                   | Ñublense           | 1         | 7         |
| Juan Pablo Toro    | Universidad de Concepción | Unión Española     | 1         | 12        |
| Juan Luis González | Cobreloa                  | Audax Italiano     | 1         | 15        |
| Carlos Herrera     | O'Higgins                 | Deportes Melipilla | 1         | 16        |
| Roberto Gutiérrez  | Universidad Católica      | Deportes Melipilla | 1         | 20        |